# Simon Peak, Kanada
Simon Peak är en bergstopp i Kanada.   Den ligger på gränsen mellan Alberta och British Columbia, i den västra delen av landet, 3 200 km väster om huvudstaden Ottawa. Toppen på Simon Peak är 3 322 meter över havet, eller 155 meter över den omgivande terrängen. Bredden vid basen är 0,97 km. Simon Peak ingår i The Ramparts.
Terrängen runt Simon Peak är bergig åt sydväst, men åt nordost är den kuperad.Trakten runt Simon Peak är nära nog obefolkad, med mindre än två invånare per kvadratkilometer.. Det finns inga samhällen i närheten. 
Trakten runt Simon Peak består i huvudsak av gräsmarker.